# Voor hete vuren
Voor hete vuren was een Nederlandse dramaserie over de vrijwillige brandweer. De serie werd van 1995 tot 1996 uitgezonden.
Elke aflevering speelde zich in een andere stad af en liet het vaak zware werk van de vrijwillige brandweer zien, die naast deze taak vaak ook nog hun gewone werkzaamheden hebben. Enkele gebeurtenissen in deze serie betrof brandstichting, auto te water, veiligheid aan boord van pleziervaartuigen etc.
De serie was een zogenaamde spin-off van de populaire serie 12 steden, 13 ongelukken. De twee series werden ook parallel door IDTV geproduceerd. Regie was in handen van Stephan Brenninkmeijer en Will Wissink.

## Rolverdeling
- Hans van den Berg
- Eric Corton
- Margo Dames
- Jan van Eijndthoven
- Arnold Gelderman
- Tygo Gernandt
- Dieter Jansen
- Aus Greidanus jr.
- Hugo Haenen
- Hugo Koolschijn
- Mark van der Laan
- Rick Nicolet
- Johan Ooms
- Beryl van Praag
- Roef Ragas
- Jules Royaards
- Joep Sertons
- Alwien Tulner
- Frits Butzelaar